# Romy

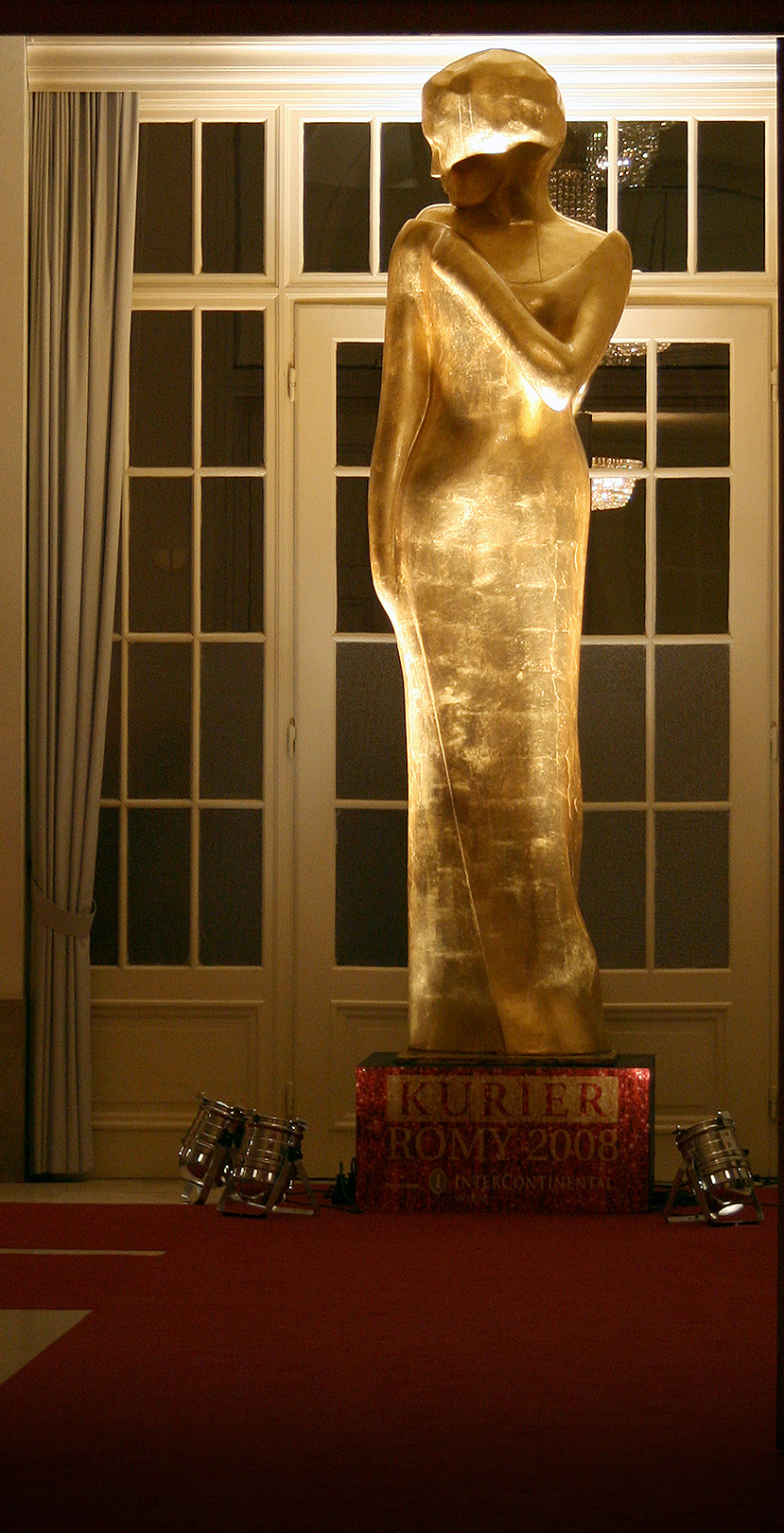
Statuetka Romy

Romy – nagroda telewizyjna przyznawana na cześć aktorki francuskiej austriackiego pochodzenia Romy Schneider. Nagrodę tę wyznaczył w roku 1990 dziennik austriacki Kurier, a dokładniej krytyk filmowy pracujący dla tej gazety, Rudolf John, który również zaprojektował statuetkę. Statuetka nawiązuje do sceny z filmu Basen z Alain Delon'em, w której Romy Schneider zakłada sukienkę. 
Ceremonia przyznawania statuetki Romy odbywa się w Hofburgu w Wiedniu.
Nagroda przyznawana jest w następujących kategoriach:
- Beliebteste Schauspielerin (najpopularniejsza aktorka)
- Beliebtester Schauspieler (najpopularniejszy aktor)
- Beliebtester Moderator (najpopularniejszy moderator)
- Beliebteste Moderatorin (najpopularniejsza moderatorka)
- Beliebtester Talk- und Showmaster (najpopularniejszy/a moderator programów Talkshow)
- Beliebtester Seriendarsteller (najpopularniejszy aktor/ka w serialu telewizyjnym)
- Beliebtester Kabarettist (najpopularniejszy kabarecista/kabarecistka)
- Beliebtester männlicher Shootingstar (najpopularniejszy początkujący aktor)
- Beliebtester weiblicher Shootingstar (najpopularniejsza początkująca aktorka)

Kategorie nagród przyznawanych przez Jury:
- Bester Fernsehfilm (najlepszy film telewizyjny)
- Beste Fernsehdokumentation (najlepszy dokument telewizyjny)
- Beste Programmidee (najlepszy pomysł na program)
- Bester Produzent (najlepszy producent)
- Beste Regie (najlepszy reżyser)
- Beste Kamera (najlepszy kamerzysta)
- Bestes Buch (najlepsza adaptacja książki)

- Nagroda specjalna
- Platinum (nagroda honorowa za całokształt pracy twórczej)

## Najwięcej Nagród Romy otrzymali
- 7 Romy: Armin Assinger, Christiane Hörbiger i Ingrid Thurnher
6 Romy: Tobias Moretti
5 Romy: Wolfgang Murnberger
4 Romy: Ottfried Fischer, Günther Jauch i Hugo Portisch